# Deorikalan
Deorikalan là một census town ở quận Palamu ở bang Jharkhand, Ấn Độ.

## Dân số
Theo cuộc điều tra dân số năm 2001 của Ấn Độ,India Deorikalan có một dân số 3929 người. Nam giới chiếm 52% dân số và nữ giới chiếm 48% dân số. Deorikalan có một tỷ lệ biết chữ là 65%, cao hơn mức trung bình của quốc gia là 59,5%; với 76% đàn ông biết chữ và 54% phụ nữ biết chữ, và tỉ lệ trẻ em dưới 6 tuổi là 17%.